# Szepty przeszłości
Szepty przeszłości (fr. La Nouvelle Maud, 2010–2012) – francuski serial obyczajowy, emitowany na kanale France 3 od 5 czerwca 2010 do 7 kwietnia 2012. W Polsce emitowany od 17 czerwca do 18 sierpnia 2015 o 20:25 przez stację TVP1. Od 22 stycznia 2017 do 9 kwietnia 2017 serial był ponownie emitowany na antenie stacji Nowa TV w każdą niedzielę o 20:30. Akcja serialu toczy się w Aubeterre-sur-Dronne.

## Fabuła
Maud striptizerka, po dwudziestu latach jest zmuszona powrócić do swojego rodzinnego domu na pogrzeb brata. Jej powrót przywołuje urazy i niezamknięte sprawy z przeszłości. W spadku po bracie Maud otrzymuje rodzinną kawiarnię. 

## Obsada
- Emma Colberti jako Maud Lambert
- Gérard Rinaldi jako Michel Lambert
- Hugo Brunswick jako Ben Lambert
- Marie Béraud jako Lola Lambert
- Jules Rouxel jako Pierrot Lambert
- Pierre Deny jako Gege Neveur
- Valérie Mairesse jako Ghislaine Neveur
- Catherine Allégret jako Hélène Ackert